# Čierna Lehota (Trenčín)
Čierna Lehota (in ungherese: Csarnólak) è un comune della Slovacchia facente parte del distretto di Bánovce nad Bebravou, nella regione di Trenčín.